# Dasypodinae
Sous-famille
Les Dasypodinae sont une sous-famille de tatous appartenant à la famille des Dasypodidae. Cette sous-famille comporte un genre et sept espèces.

## Liste desgenresetespèces
Selon Mammal Species of the World (version 3, 2005)  (1 mars 2012) :
- genre Dasypus (Linnaeus, 1758).
  - Dasypus hybridus (Desmarest, 1804). - Tatou hybride
  - Dasypus kappleri (Krauss, 1862). - Tatou de Kappler
  - Dasypus novemcinctus (Linnaeus, 1758) - Tatou à neuf bandes
  - Dasypus pilosus (Fitzinger, 1856) -  Tatou à long museau velu
  - Dasypus sabanicola (Mondolfi, 1968) - Tatou à long museau du Nord
  - Dasypus septemcinctus (Linnaeus, 1758) -  Tatou à sept bandes
  - Dasypus yepesi Vizcaíno, 1995 - Tatou de Yepes